# Chodsigoa
Chodsigoa é um gênero mamífero da família Soricidae.

## Espécies
- Chodsigoa caovansunga Lunde, Musser e Son, 2003
- Chodsigoa hypsibia (de Winton, 1899)
- Chodsigoa lamula Thomas, 1912
- Chodsigoa parca G. M. Allen, 1923
- Chodsigoa parva G. M. Allen, 1923
- Chodsigoa salenskii (Katschenko, 1907)
- Chodsigoa smithii Thomas, 1911
- Chodsigoa sodalis (Thomas, 1913)